# Jay Kogen
Jay Kogen est un scénariste, producteur de télévision, réalisateur et acteur né à New York le 3 mai 1963.

## Filmographie

### Scénariste

#### PourLes Simpson
| Année | Titre                                     | Titre original                              | Saison | Épisode | Réalisateur                |
| ----- | ----------------------------------------- | ------------------------------------------- | ------ | ------- | -------------------------- |
| 1990  | Un atome de bon sens                      | Homer's Odyssey                             | 1      | 3       | Wes Archer                 |
| 1990  | Un clown à l'ombre                        | Krusty Gets Busted                          | 1      | 12      | Brad Bird                  |
| 1990  | Simpson Horror Show - Les damnés ont faim | Treehouse of Horror - Hungry are the Damned | 2      | 3       | Wes Archer                 |
| 1990  | Le Saut de la mort                        | Bart the Daredevil                          | 2      | 8       | Wes Archer                 |
| 1991  | Un amour de grand-père                    | Old Money                                   | 2      | 17      | David Silverman            |
| 1991  | Tel père, tel clown                       | Like Father, Like Clown                     | 3      | 6       | Jeffrey Lynch et Brad Bird |
| 1992  | L'Enfer du jeu                            | Lisa the Greek                              | 3      | 14      | Rich Moore                 |
| 1992  | Séparés par l'amour                       | Bart's Friend Falls in Love                 | 3      | 23      | Jim Reardon                |
| 1992  | Simpson Horror Show III - King Homer      | Treehouse of Horror III - King Homer        | 4      | 5       | Carlos Baeza               |
| 1993  | Grève à la centrale                       | Last Exit to Springfield                    | 4      | 17      | Mark Kirkland              |

#### Autres
- 1988-1990 : The Tracey Ullman Show (3 épisodes)
- 1991 : Sibs
- 1997 : Ned et Stacey (2 épisodes)
- 1997 : The Wrong Guy
- 1997-2000 : Frasier (8 épisodes)
- 2001 : What's Up, Peter Fuddy?
- 2002 : Tout le monde aime Raymond (1 épisode)
- 2003 : Une famille du tonnerre (1 épisode)
- 2003 : La Famille en folie
- 2004 : Nobody's Perfect
- 2005 : Cooked
- 2005-2006 : Malcolm (3 épisodes)
- 2008 : MTV Movie Awards
- 2012 : Happily Divorced (2 épisodes)
- 2012 : The Penis Files
- 2013 : Wendell & Vinnie (2 épisodes)
- 2014 : See Dad Run (1 épisode)

### Producteur
- 1989-1990 : The Tracey Ullman Show (23 épisodes)
- 1990 : The Best of the Tracey Ullman Show
- 1990-1992 : Les Simpson (55 épisodes)
- 1995 : Ned et Stacey
- 1995 : Le Célibataire (1 épisode)
- 1996 : Bunk Bed Brothers
- 1997 : The Wrong Guy
- 1997-2000 : Frasier (63 épisodes)
- 2001 : What's Up, Peter Fuddy?
- 2002-2003 : Une famille du tonnerre (17 épisodes)
- 2003 : Wanda at Large
- 2003-2004 : La Famille en folie (22 épisodes)
- 2004-2006 : Malcolm (44 épisodes)
- 2006-2007 : La Classe (12 épisodes)
- 2008 : MTV Movie Awards
- 2009-2011 : The Troop (34 épisodes)
- 2012 : Pack of Wolves
- 2012 : Happily Divorced (12 épisodes)
- 2012 : The Penis Files
- 2013 : Wendell & Vinnie (21 épisodes)
- 2013-2014 : Kirstie (4 épisodes)
- 2014 : See Dad Run (7 épisodes)
- 2015 : Work Mom
- 2017 : Renaissance Girl

### Réalisateur
- 2008 : MTV Movie Awards
- 2010-2011 : The Troop (4 épisodes)
- 2013 : Wendell & Vinnie (1 épisode)

### Acteur
- 1975 : The Bob Newhart Show : Jay (1 épisode)
- 1987 : Newhart : un étudiant (1 épisode)
- 1987 : The Bronx Zoo : Martin (2 épisodes)
- 1987-1990 : It's Garry Shandling's Show : Big Grant (3 épisodes)
- 1995 : Coldblooded : John
- 1995 : Jury Duty : l'assistant de Russell
- 1996 : Le Célibataire : Pretzel Vendor (1 épisode)
- 1996 : Sabrina, l'apprentie sorcière : M. Altree (1 épisode)
- 1997 : The Wrong Guy : le conducteur de bus
- 2004 : Nobody's Perfect
- 2012 : The Penis Files : le professeur de théologie